# Intapherne
Intapherne est l'un des sept seigneurs achéménides qui, en 521 avant J-C., conspirèrent avec Darius Ier, fils d'Hystaspe, contre le faux Smerdis. 
Mécontent de n'avoir pas obtenu la couronne, il conspira contre Darius qui le fit mettre à mort avec toute sa famille, complices de la révolte.